# Saint-Lucien (Senna Marittima)
Saint-Lucien è un comune francese situato nel dipartimento della Senna Marittima nella regione della Normandia.
Il comune è stato soppresso il 1º giugno 1973 per associarsi al comune di Sigy-en-Bray. Dal 1º gennaio 2012 è stata sciolta l'associazione e ripristinato il comune di Saint-Lucien.